# Tachiraptor
Tachiraptor (лат., буквально: хищник из Тачиры) — род плотоядных динозавров из клады теропод, чьи ископаемые остатки найдены в нижнеюрской формации Ла-Кинта в Венесуэле. В род включают единственный вид Tachiraptor admirabilis, описанный по окаменевшим большеберцовой и седалищной костям. Tachiraptor был маленьким бипедальным динозавром длиной чуть более 1,5 метров. Скорее всего, он был обычным мелким хищником, охотившимся на более мелких динозавров или ящериц.

## Открытие

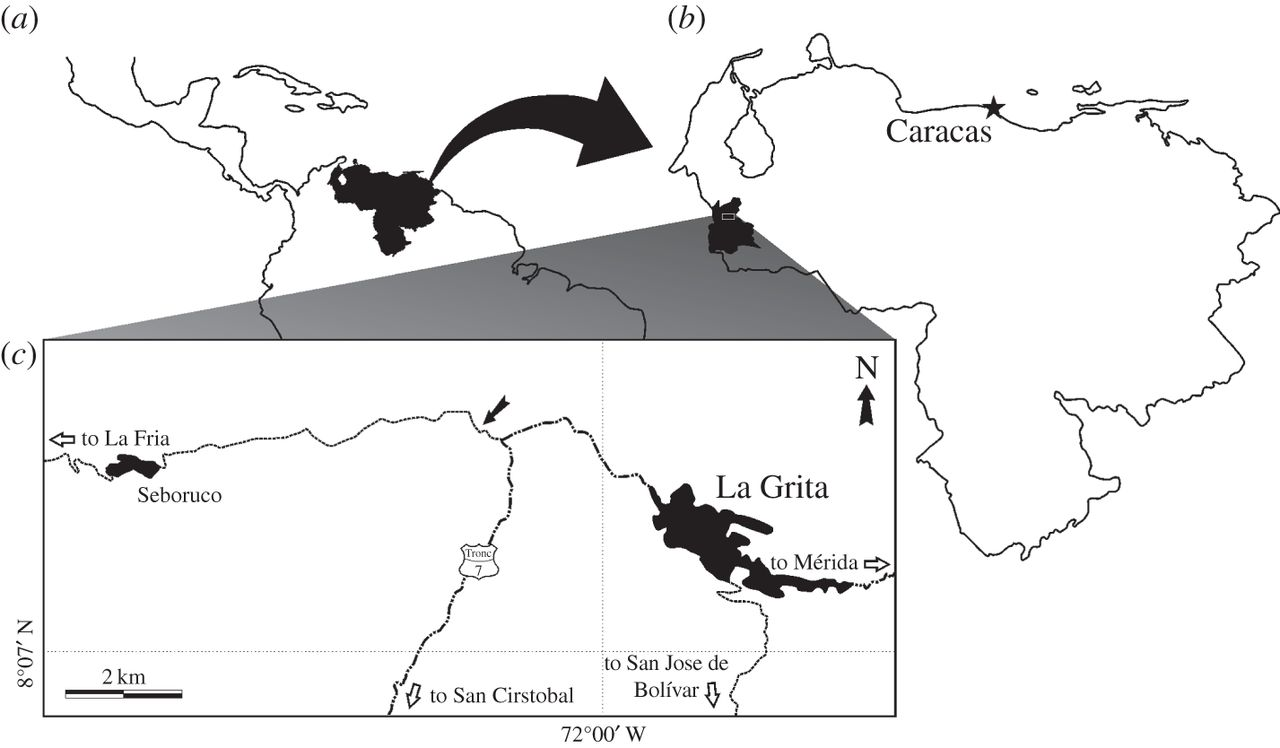
Расположение типового местонахождения

В венесуэльском штате Тачира остатки динозавров находили на дороге между Ла-Гритой и Себоруко с конца 1980-х годов. Большинство из них принадлежали небольшому растительноядному динозавру, который в 2014 году был описан под именем Laquintasaura. Однако среди находок попадались зубы теропод, указывавшие на присутствие хищника. В 2013 году это было подтверждено открытием нескольких костей теропод. В 2014 году команда исследователей под руководством Макса Кардозо Лангера назвала и описала типовой вид Tachiraptor admirabilis.
Описание базировалось на двух ископаемых образцах, найденных в формации Ла-Кинта, которую датируют геттангским ярусом нижней юры. Эта область когда-то была частью экваториального пояса древнего сверхконтинента Пангеи. Уверенно установлен максимальный возраст в 200,72 ± 0,32 млн лет, но из-за погрешностей радиоизотопного датирования фактический возраст может быть значительно моложе. Обе окаменелости располагались в одном месте, но предполагается, что они принадлежали двум разным особям. Голотип представляет собой почти полную правую большеберцовую кость. Второй образец состоит из повреждённой верхней половины левой седалищной кости. Это ископаемое также было причислено к Tachiraptor admirabilis, исходя из предположения, что в формации Ла-Кинта присутствует только один вид неотеропода такого размера.

## Этимология
Родовое имя дано в честь штата Тачира, где были найдены ископаемые остатки, с добавлением латинского слова лат. raptor — вор, хищник. Видовое название дано в честь Восхитительной кампании 1813 года, проведённой Симоном Боливаром, для которой местность Ла-Грата имела стратегическое значение.

## Описание
Tachiraptor был маленьким бипедальным хищником. Кость голени имеет длину 25 см; исходя из этого, была рассчитана общая длина животного: около 1,5 метров.
Авторы установили ряд отличительных черт. Одна из них — возможная аутапоморфия, уникальная эволюционная инновация, показанная только Tachiraptor. Она относится к профилю, видимому сверху, верхней поверхности кости голени. Такие поверхности обычно имеют два выступа, чьи углы выступают сзади, слева и справа. У Tachiraptor внешний выступ на стороне берцовой кости имеет заднюю кромку, образующую острый угол с внешним краем. Таким образом, образуется особая острая точка, которая — и это также уникально — простирается назад дальше, чем внутренний выступ на противоположной стороне.
Помимо аутапоморфии, образец демонстрирует уникальную комбинацию черт, которые сами по себе не являются уникальными. Нижняя поверхность берцовой кости в поперечной ширине в 1,5 раза шире продольного расстояния. У динозавров нижняя передняя часть берцовой кости перекрыта таранной костью. Гребень на передней поверхности разграничивает верхнюю часть этой области. У Tachiraptor этот гребень проходил наклонно под углом в 35° к нижнему краю берцовой кости, охватывая расстояние примерно от четверти до трети высоты берцовой кости. Нижний конец гребня слегка изогнут вверх, находясь в этой точке близко к внешнему краю берцовой кости, примерно на одну пятую его поперечной ширины. Большеберцовая кость разделяется внизу на два утолщения, левое и правое. При взгляде спереди, линия, проведённая между утолщениями, составляла угол 80° с вертикальной осью кости.

## Систематика
Проведённый кладистический анализ показал, что Tachiraptor был базальным представителем клады Neotheropoda, которая охватывает всех теропод, кроме самых ранних. Tachiraptor является частью ветви, ведущей к аверострам — группе, к которой относятся все тероподы, начиная от среднего юрского периода, включая птиц. Являясь сестринским таксоном для аверостров, Tachiraptor был описан как стволовой аверостр. Это открытие сделало его особенно важным, потому что до 2014 года не было известно ни одного динозавра, занимающего подобную уникальную позицию. Таким образом, Tachiraptor уменьшил призрачную линию своей группы на 25 миллионов лет.
Открытие Tachiraptor также поспособствовало более глубокому пониманию эволюции, подтвердив, что экваториальная зона сверхконтинента Пангея сыграла важную роль в развитии ранних динозавров, о чём уже свидетельствует открытие Laquintasaura.